# فيديريكو سواريث بيرديجير

### 

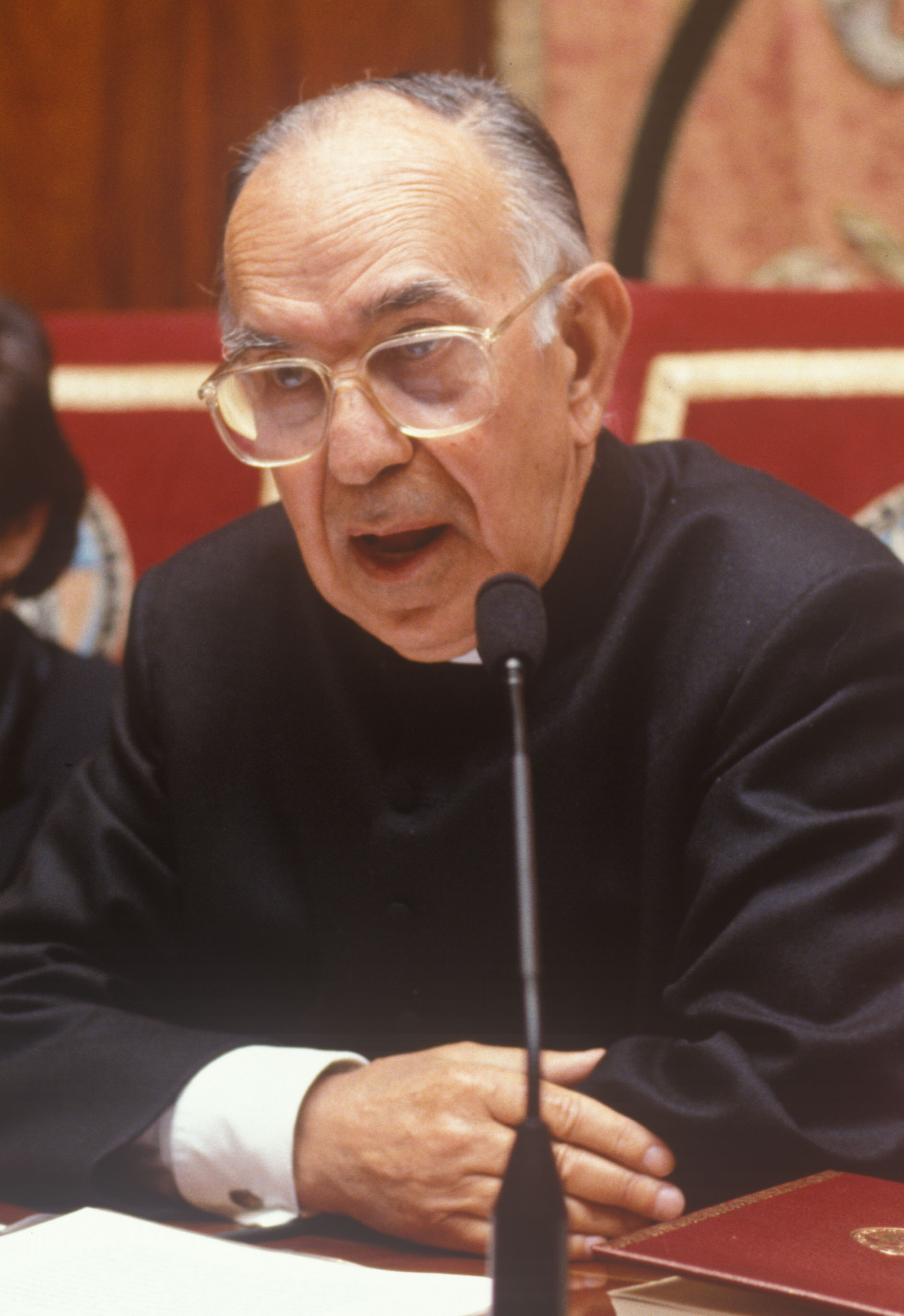
فيديريكو سواريز فيرديجوير

فيديريكو سواريث بيرديجير ( فالنسيا، 30 مارس 1917- مدريد ، 1 يناير 2005) كان مؤرخا وكاهنا إسبانيا وعضوا في منطقة أوبس داي .

## سيرة
ولد في فالنسيا في 30 مارس 1917،    درس الفلسفة والآداب، قسم التاريخ في جامعة فالنسيا . وكان حاصلًا على منحة دراسية في كلية خوان دي ريبيرا في بورخاسوت منذ عام 1934. وحصل على الدكتوراه في التاريخ من جامعة مدريد (1942). وكان حاصلًا على منحة دراسية في معهد جيرونيمو زوريتا التابع للمجلس الأعلى للتعليم (1943-1944). وكان حامل كرسي في فالنسيا وحاصل على منحة دراسية في القسم الفالنسيا للمجلس الأعلى للتعليم (1944-1945). وحصل على كرسي تاريخ إسبانيا الحديثة والمعاصرة في جامعة سانتياغو (1948).   وكان أمينًا عامًا لجامعة سانتياغو ومستشارًا وطنيًا للتعليم لاحقًا (1953). بدأ مدرسة تاريخ الدراسات العامة في نافارا في عام 1955.  وفي عام 1975 تم تعيينه قسيسًا للبيت الملكي ، وهو المنصب الذي شغله حتى وفاته،  والتي حدثت في مدريد في 1 يناير 2005.   
حرز العديد من المذكرات و السير الذاتية، مثل ثلاث مذاكرات لأنتونيو غيرولا: مذكرات إدارتي في مقاطعة قادس، حاكما لها من 31 مارس إلى 31 مايو 1863؛ غرناطة في النصف الثاني من القرن التاسع عشر؛ إشبيلية في النصف الثاني من القرن التاسع عشر ، كما صقل معارفه التاريخية: تأملات في التاريخ وفي منهج البحث التاريخي 1977؛ مقال عن إيديولوجيي إسبانيا المعاصرة: المثقفين المنافقون للفاشية 2002؛ وتأملات في حياة المثقف: الأمانة الفكرية ومقالات أخرى 1988.
في 21 يوليو 1940، طلب القبول في منظمة أوبس داي في فالنسيا؛ وفي عام 1948 رُسِمَ كاهنًا، وبالتوازي مع عمله كمؤرخ، قام بعمله الرعوي بين طلاب الجامعات.  ونتيجة لنشاطه الكهنوتي، رأت سلسلة أخرى من الكتب ذات الطبيعة اللاهوتية الزهدية النور، موجهة بشكل رئيسي إلى طلاب الجامعات. وتشمل هذه: العذراء، سيدتنا ؛ الباب الضيق ؛ آلام ربنا يسوع المسيح ؛ يوسف زوج مريم ؛ الكاهن وخدمته ؛ السلام الذي أتركه لكم ؛ بعد هذه الحياة ؛ ذبيحة المذبح ، وعدد قليل من الكتب الأخرى. 

### الأعمال والمنشورات
- الأزمة السياسية للنظام القديم في إسبانيا (1950)؛
- La Pragmática Sanción de 1830. Valladolid: Escuela de Historia Moderna. Consejo Superior de Investigaciones Científicas. 1950.
- الأحداث في لا جرانجا (1953)؛ [2]
- المحافظون والمجددون والمجددون في السنوات الأخيرة من النظام القديم (1955)؛ [9]
- نشأة اتفاقية عام 1851 (1963)؛ [3]
- تأملات في التاريخ وفي منهج البحث التاريخي (1977)
- عملية استدعاء الكورتيس (1808-1810) (1982)؛
- محاكمة قادس (1982)؛
- Vida y obra de Juan Donoso Cortés. Pamplona: Eunate. 1997. ؛ [2]
- مانويل أثانيا وحرب عام 1936 (2000)؛ [3]
- دع الصالحين لا يفعلون شيئًا (2000)؛
- المثقفون المناهضون للفاشية (2003)
- مقالات مثيرة للجدل إلى حد ما (2005)،